# T.O.S: Terminate on Sight
T.O.S: Terminate on Sight é o segundo álbum de estúdio do grupo de gangsta rap G-Unit. O álbum era para ser lançado em 24 de junho de 2008, mas foi remarcado para 1 de julho.

## Faixas
| #  | Título                          | Artista(s)          | Produtor(es)                                         | Duração |
| -- | ------------------------------- | ------------------- | ---------------------------------------------------- | ------- |
| 1  | "Straight Outta Southside"      | G-Unit              | Ron Browz                                            | 2:36    |
| 2  | "Piano Man"                     | G-Unit, Young Buck  | Tha Bizness                                          | 3:21    |
| 3  | "Close To Me"                   | G-Unit              | Teraike 'Chris Styles' Crawford for Dangerous L.L.C. | 4:18    |
| 4  | "Rider Pt.2"                    | G-Unit, Young Buck  | Rick Rock                                            | 2:49    |
| 5  | "Casualties of War"             | G-Unit              | Ky Miller                                            | 3:20    |
| 6  | "You So Tough"                  | G-Unit              | Ky Miller                                            | 3:47    |
| 7  | "No Days Off"                   | G-Unit              | Dual Output                                          | 3:54    |
| 8  | "T.O.S. (Terminate on Sight)"   | G-Unit              | Ty Fyffe                                             | 4:11    |
| 9  | "I Like the Way She Do It"      | G-Unit, Young Buck  | Street Radio                                         | 3:53    |
| 10 | "Kitty Kat"                     | G-Unit              | Polow Da Don                                         | 3:49    |
| 11 | "The Party Ain't Over"          | G-Unit, Young Buck  | Damien Taylor                                        | 3:30    |
| 12 | "Let It Go"                     | G-Unit, Mavado      | Don Cannon                                           | 3:06    |
| 13 | "Get Down"                      | G-Unit, Swizz Beatz | Swizz Beatz & The Individuals                        | 3:48    |
| 14 | "I Don't Wanna Talk About It"   | G-Unit              | Jake One                                             | 4:35    |
| 15 | "Ready or Not"                  | G-Unit              | Jake One                                             | 3:39    |
| 16 | "Money Make the World Go Round" | G-Unit              | Ron Browz                                            | 4:14    |

## Paradas musicais
| Paradas (2008)                        | Posição topo |
| ------------------------------------- | ------------ |
| Australian Albums Chart               | 35           |
| Austrian Charts                       | 44           |
| Belgian Albums Chart                  | 46           |
| Canadian Albums Chart                 | 4            |
| Dutch Albums Chart                    | 65           |
| French Albums Chart                   | 61           |
| German Albums Chart                   | 46           |
| Irish Albums Chart                    | 35           |
| New Zealand Albums Chart              | 30           |
| Swiss Albums Chart                    | 25           |
| UK Albums Chart                       | 39           |
| U.S. Billboard 200                    | 4            |
| U.S. Billboard Top R&B/Hip-Hop Albums | 2            |
| U.S. Billboard Top Rap Albums         | 2            |